# Tacka (gjutning)

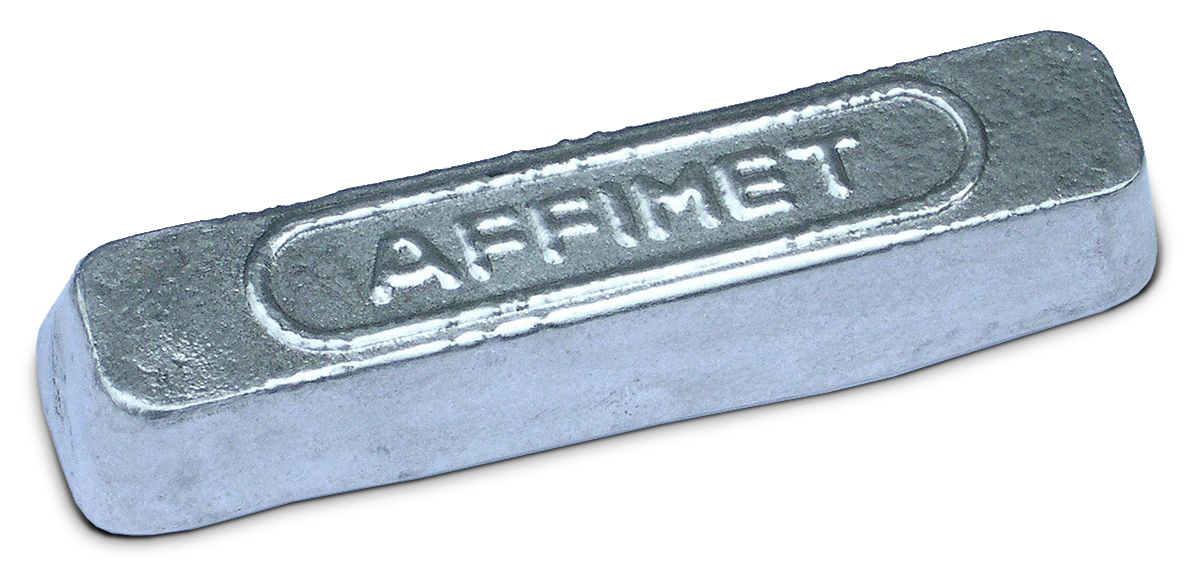
Aluminiumtacka som skapats med gjutform.

En tacka eller ett ingöt är ett gjutet stycke av metall eller annat material för fortsatt bearbetning. Det har formen av ett rätblock och väger vanligen mellan 10 och 30 kilogram.